# 約翰內森岩
約翰內森岩（英語：Jonassen Rocks），是南極洲的岩石，位於南喬治亞群島，處於諾沃斯爾斯基灣南端以西2公里，由英國南極名稱諮詢委員會命名，由英國海外領土管轄。